# Serra Blanca (Artesa de Lleida)
La Serra Blanca és una serra situada al municipi d'Artesa de Lleida a la comarca del Segrià, amb una elevació màxima de 247,3 metres.